# Psittacara holochlorus
O periquito verde (Psittacara holochlorus) é uma espécie de papagaio, nativo da América Central e da América do Norte no extremo sul do Texas a norte da Nicarágua. Esta espécie foi anteriormente colocada no gênero Aratinga como A. holochlora, e dividida em várias subespécies (A. h. Holochlora, A. h. Brevipes, A. h. Brevster, A. h. Brewsteri, A. h. Strenua e A. h. Rubritorquis) Posteriormente, foi dividido em três espécies: A. holochlora, A. Strenua. Hoje, é reconhecida como uma única espécie com uma subespécie altamente ameaçada (Psittacara holochlorus brevipes) endêmica da Ilha Socorro, localizada no México.